# Natasha Firman
Natasha Firman (Holf, Norfolk, 22 de junho de 1976) é uma piloto profissional de automóveis britânica.
Natasha foi a campeã da temporada inaugural da Formula Woman em 2004, uma categoria disputada apenas por mulheres. Durante a temporada ela conseguiu duas vitórias e quatro terceiros lugares em sete corridas. Mais tarde, ela estabeleceu novos recordes de resistência no Mazda RX-8.
Ela é filha de Ralph Firman Sir, da equipe de corrida Van Diemen, e irmã do ex-piloto de Fórmula 1 Ralph Firman Jr.